# Groote Schuur Hospital

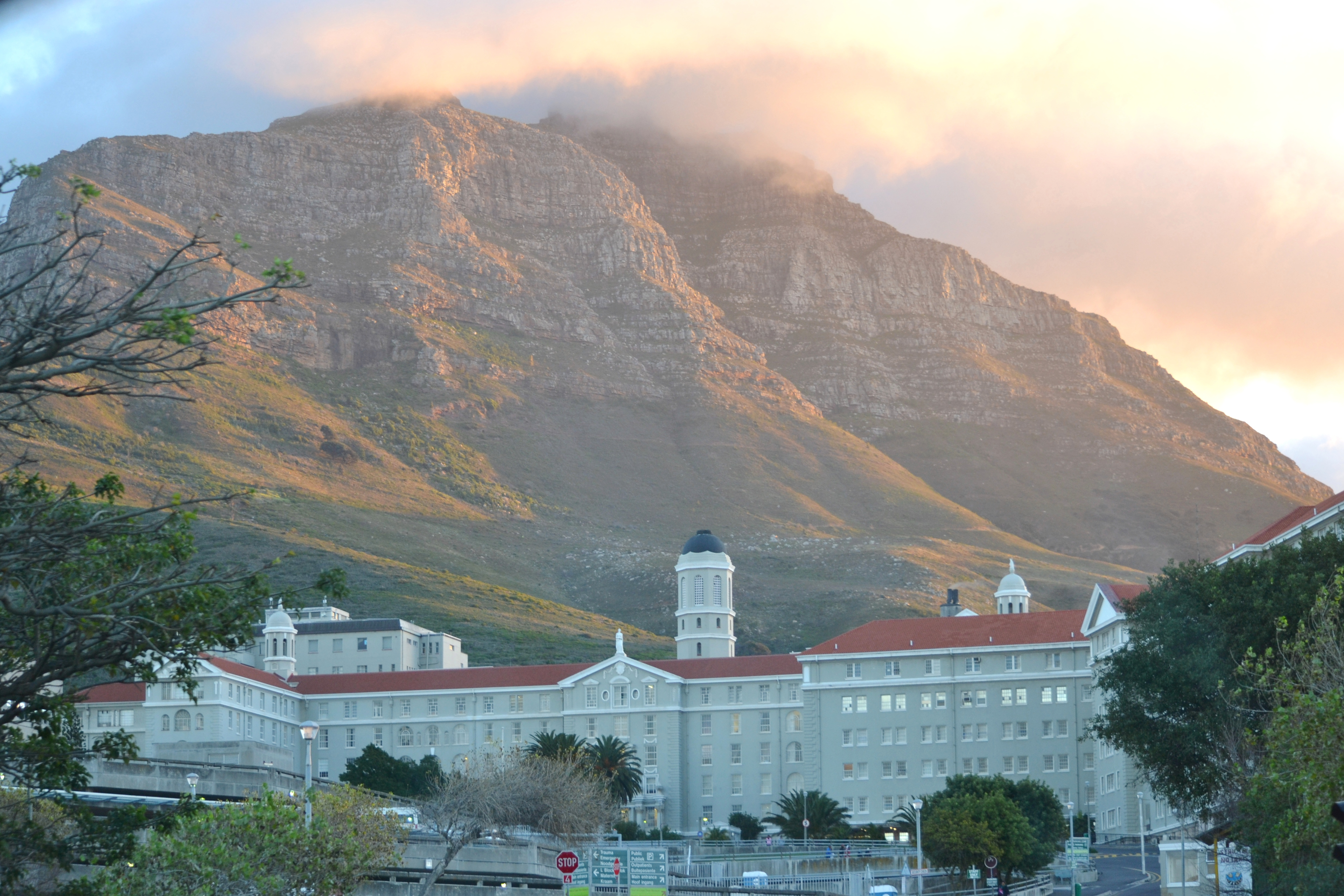
Altes Hauptgebäude (2013)

Das Groote Schuur Hospital (niederländisch für Große Scheune, auch GSH oder umgangssprachlich Grotties genannt) ist ein Krankenhaus in Kapstadt, Stadtteil Observatory. 1938 gegründet, wurde es bekannt, nachdem hier der südafrikanische Arzt Christiaan Barnard im Jahre 1967 die weltweit erste Herztransplantation durchgeführt hatte. Ein angeschlossenes Museum widmet sich unter anderem diesem Ereignis.
Groote Schuur ist zudem das Lehrkrankenhaus der medizinischen Fakultät der Universität Kapstadt. 1984 wurde es bedeutend mit zwei neuen Anbauten erweitert. 2007 arbeiteten hier weit über 500 Ärzte, 1300 Pfleger sowie rund 250 sonstige Mediziner.
Das Krankenhaus wurde nach dem Gutshof „Groote Schuur“ benannt, den niederländische Siedler auf dem Gelände anlegten, als Kapstadt im 17. Jahrhundert gegründet wurde.
Der Gebäudekomplex wurde 1996 zur Western Cape Heritage Site (Denkmal auf der Provinzliste) deklariert.